# فيليبي ماك غريغور
فيليبي ماك غريغور (بالإسبانية: Felipe Mac Gregor)‏ هو قسيس بيروفي، ولد في 20 سبتمبر 1914 في كاياو في بيرو، وتوفي في 2 أكتوبر 2004.